# Ornithoctonus aureotibialis
Ornithoctonus aureotibialis är en spindelart som beskrevs av von Wirth och Striffler 2005. Ornithoctonus aureotibialis ingår i släktet Ornithoctonus och familjen fågelspindlar.
Artens utbredningsområde är Thailand. Inga underarter finns listade i Catalogue of Life.